# Destolmia lineata
Espèce
Destolmia lineata est une espèce d'insectes lépidoptères de la famille des Notodontidae.

## Répartition
Ce papillon vit en Australie.